# Вовчинский, Моисей Никитич
Моисей Никитич Вовчинский (1880 — ?) — крестьянин, депутат Государственной думы II созыва от Киевской губернии.

## Биография

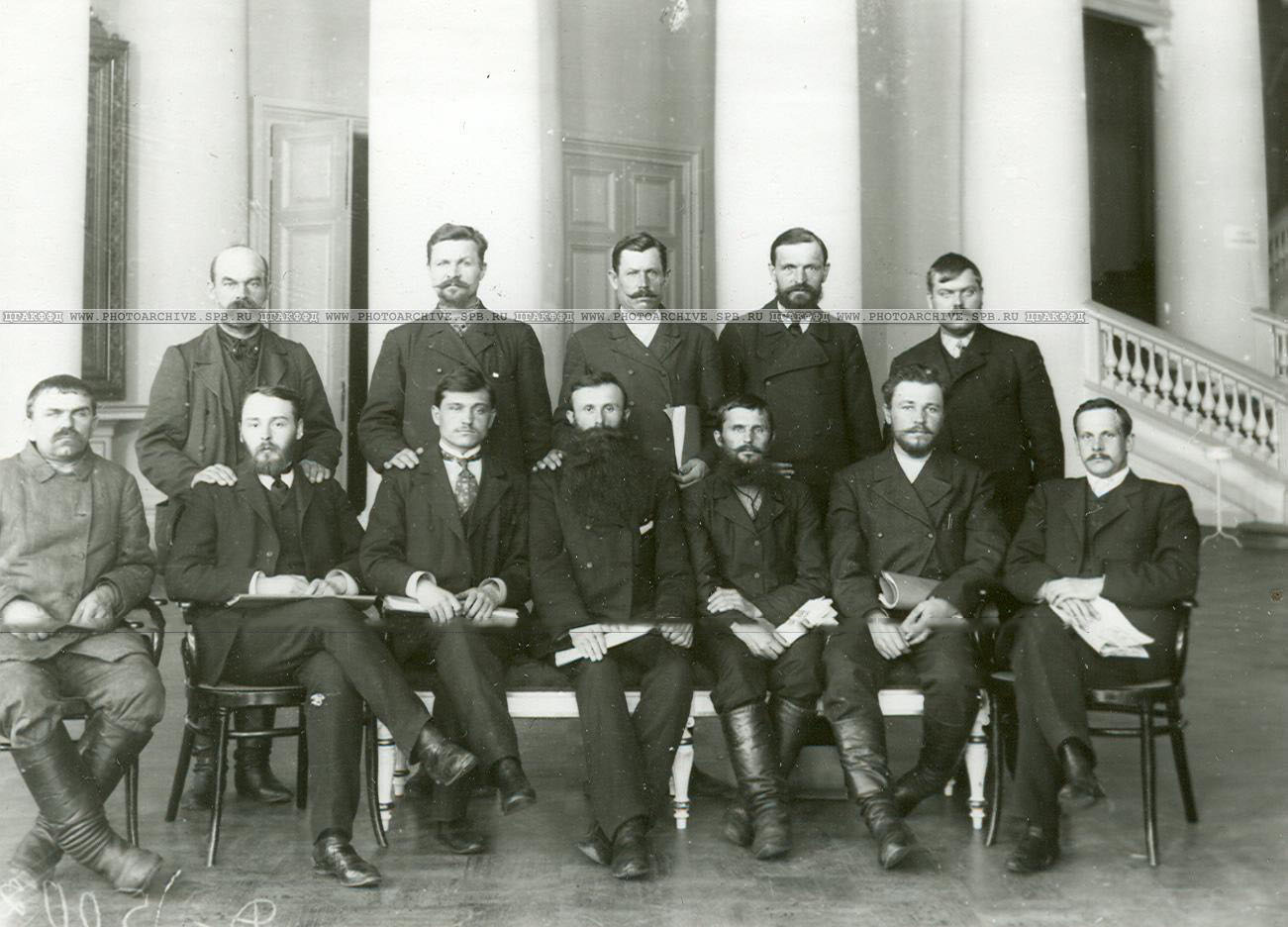
Депутаты 2-й Государственной думы от Киевской губернии. Стоят: Нечитайло С. В., Маляренко К. Е., Военный М. Ф., Михайлюк И. А., Снигирь П. Ф.; сидят: Чеповенко З. Я., Кириенко И. И., Вовчинский М. Н., Гуменко И. А., Сахно В. Г., Краселюк И. Н., Фёдоров Г. Г.

По национальности украинец («малоросс»). Крестьянин Сквирского уезда Киевской губернии. Образование получил в 2-классном церковно-приходском училище. В 1904—1905 годах участвовал в боевых действиях на полях сражений русско-японской войны. Был два раза ранен. Награждён знаками отличия. Вступил в члены Российской социал-демократической рабочей партии. Был привлечён к административной ответственности. Занимался земледелием.
6 февраля 1907 избран во Государственную думу II созыва от общего состава выборщиков Киевского губернского избирательного собрания. Вошёл в состав Социал-демократической фракции. Входил в думскую комиссию по народному образованию.
Дальнейшая судьба и дата смерти неизвестны.

### Рекомендуемые источники
- Российский государственный исторический архив. Фонд 1278. Опись 1 (2-й созыв). Дело 78; Дело 603. Лист 17.